# Albert de Maillen d'Ohey
Albert de Maillen (Schaltin, 10 november 1750 - Ciney, 20 april 1821) was een Zuid-Nederlands edelman.

## Levensloop
Een Maillen werd voor het eerst in de 'état noble' van Namen opgenomen in 1544.
Albert François Dieudonné de Maillen was een zoon van Claude-Walthère de Maillen, heer van Noirmont, Ohey, Schaltin, Frignée, Crupet enz., erfelijk meier van Hamoir, en van Marie-Anne de Savary. Zelf werd hij onder het ancien régime heer van Sorée, Ohey, Maibe, Crupet, Schaltin, was lid van de Tweede stand van het graafschap Namen en kamerheer van de keizer. In 1789, nog net voor de revolutieperiode, werd hij door keizer Jozef II verheven tot markies.
Zodra het Verenigd Koninkrijk der Nederlanden werd opgericht, werd hij erkend in de erfelijke adel met de titel markies, overdraagbaar bij eerstgeboorte, en de benoeming in de Ridderschap van de provincie Namen.
Hij trouwde in 1771 met Ferdinande van Geloes (1740-1808), dochter van graaf Hubert van Geloes, minister van Financiën van het prinsbisdom Luik en van Isabelle van Hoensbroeck. Ze kregen zeven kinderen, maar alleen Fortuné had nazaten.
- Fortuné Walram de Maillen (1778-1833) werd onder de naam de Maillen d'Hey samen met zijn vader in 1816 benoemd in de Ridderschap van Namen, met de titel markies. Hij trouwde in 1820 met Sophie de Pierpont (1798-1825).
  - Albert de Maillen (1822-1887) was de enige zoon van voornoemden. Hij trouwde met gravin Eleonore van den Steen de Jehay (1824-1896). Ze hadden drie dochters die trouwden, respectievelijk, met een graaf de Villegas de Saint-Pierre, een graaf de Bethune Hesdigneul en een graaf d'Aspremont-Lynden. Ze hadden een zoon, Albert de Maillen (1863-1904), die ongehuwd bleef en bij wiens dood de familie de Maillen uitstierf.